# 山田有貞
山田 有貞（やまだ ありさだ）は、江戸時代前期の薩摩藩士。

## 略歴
天正19年（1591年）、山田有信の次男として誕生。叔父・有守の養子となり100石を領した。
慶長14年（1609年）に実父・有信が亡くなると、島津氏16代当主の島津義久が兄・有栄を召して、有信にはその軍忠に報い知行を与えようとしたが全て辞退されてきたので、せめて200石を子の有貞に与えたい旨を述べる。有栄がこれを容れたため、有貞は都合300石で奉公することとなった。
以後、有貞は町田久則と共に、小番として江戸詰めの馬廻役を務めた。寛永6年（1629年）、兄の有栄が出水の地頭に任じられると有貞も出水に移り、その地頭代として有栄の留守居役を務めた。
万治4年（1661年）、死去。享年71。